# Hwasong-13

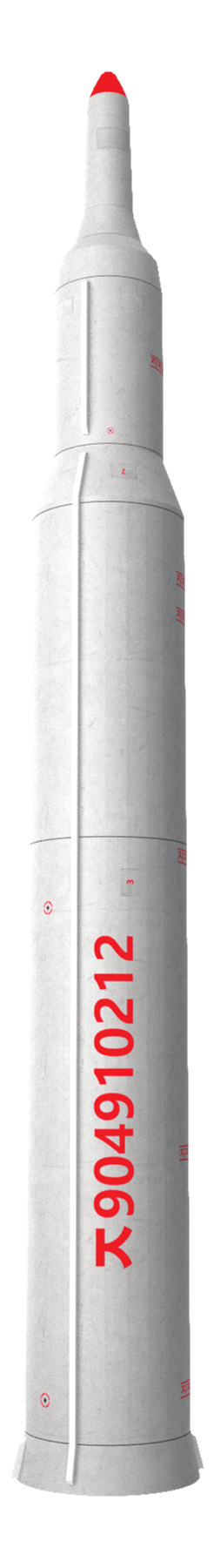

O Hwasong-13 (em coreano: 화성 13호; hanja: 火星 13号), também conhecido sob os nomes Rodong-C (em coreano: 로동-시; hanja: 勞動-C) ou KN-08 (sob a convenção de nomenclatura dos Estados Unidos), é um  míssil balístico intercontinental móvel transportado por rodovias que acredita-se estar sob desenvolvimento pela Coreia do Norte.  As mudanças mostradas no mock-up exibido em outubro de 2015 indicam uma mudança de design de três para dois estágios.

## Desenvolvimento
Mock-ups do míssil foram exibidos pela primeira vez durante um desfile militar em abril de 2012 para marcar o 100º aniversário de Kim Il-sung.  Seis mísseis foram transportados em lançadores (TEL) de 16 rodas similares em tamanho aos utilizados pelos mísseis Topol-M RT-2PM2 da Rússia.  Acredita-se que os TELs sejam baseados na estrutura do WS-51200 fabricados pela Wanshan Special Vehicle na China, possivelmente usando a tecnologia da Minsk Automobile Plant.  Investigadores da ONU concluíram que os TELs eram caminhões chineses WS51200 exportados para a Coréia do Norte para transporte de madeira.  Os norte-coreanos os converteram em TELs instalando engrenagens hidráulicas e controles para erguer um míssil.  Apesar de ter sido convertido para disparar um míssil, o caminhão provavelmente não sobreviveria a danos causados pelo escape do foguete como um TEL construído para esse fim, tornando-o um lançador de uso único.
Maquetes foram novamente exibidas em 2013, com menos discrepâncias entre elas do que no ano anterior.  O KN-08 foi novamente exibido para comemorar o 70º aniversário da fundação do Partido dos Trabalhadores Coreanos em 11 de outubro de 2015.  Nesse desfile, o míssil apresentava um terceiro estágio modificado de menor comprimento, mas maior no diâmetro, mais um projeto de seção de veículo de reentrada, que levou a sugestões de que a Coréia do Norte poderia ter aperfeiçoado a miniaturização de ogivas nucleares.
Estima-se que as dimensões do modelo KN-08 sejam: comprimento de cerca de 17,1 metros e diâmetro do primeiro e segundo estágio de cerca de 1,9 metros, reduzindo para cerca de 1,25 metros para a terceira etapa.  ICBMs que usam combustível líquido geralmente têm apenas dois estágios para melhor desempenho, com algumas exceções (geralmente quando um projeto existente é atualizado).  O design de três estágios do KN-08 é intrigante.  Embora um design de três estágios seja comum para ICBMs de propulsores sólidos, analistas ocidentais dizem que a Coreia do Norte não tem a experiência e capacidade para desenvolver um ICBM sólido.
No início de 2015, o Departamento de Defesa dos EUA anunciou que, embora não tivessem visto o KN-08 testado, eles acreditavam que a Coréia do Norte tinha a capacidade de colocar uma arma nuclear em um KN-08, e era prudente planejar essa ameaça.  O KN-08, teoricamente, representa uma ameaça para os EUA continental, capaz de entregar uma  carga útil de 500–700 kg à 7.500-9.000 km de distância, o suficiente para atingir a costa oeste americana.  Praticamente falando, no entanto, sua precisão é provavelmente "pouco adequada" para atingir as grandes cidades, a mobilidade seria limitada a estradas pavimentadas e o sistema exigiria 1 a 2 horas de abastecimento antes do lançamento.  Em 2017, foram publicadas especulações de que o KN-08 pode alcançar um status operacional de emergência até 2020
Foi relatado em 2 de dezembro de 2017, que o míssil foi cancelado e que a equipe de desenvolvimento foi enviada para auxiliar no desenvolvimento do mísseis Hwasong-12, Hwasong-14 e Hwasong-15.  O analista alemão Norbert Brugge em entrevista em 27 de novembro de 2017 para o Difesa Online, um site de foco militar , alegou que os mísseis Hwasong-10 e Hwasong-13 foram provavelmente cancelados devido à incapacidade de resolver problemas no motor.

## Outros mísseis norte-coreanos
- Hwasong-12
- Hwasong-15
- Hwasong-18
- Hwasong-19